# Зала (област)
Вижте пояснителната страница за други значения на Зала.
Зала (на унгарски: Zala) е една от 19-те области (megye - меде) в Унгария. Разположена е в югозападната част на страната. Административен център на област Зала е град Залаегерсег.